# Aphonoides taciturnus
Aphonoides taciturnus är en insektsart som först beskrevs av Henri Saussure 1877.  Aphonoides taciturnus ingår i släktet Aphonoides och familjen syrsor. Inga underarter finns listade i Catalogue of Life.